# Opsilia molybdaena
Opsilia molybdaena је врста инсекта из реда тврдокрилаца (Coleoptera) и породице стрижибуба (Cerambycidae). Сврстана је у потпородицу Lamiinae.

## Опис
Тело је метално, модрозелене боје, покривено беличастим длакама. Глава, пронотум и доњи део тела покривени су дугим, усправним длакама. Врх елитрона је шиљат. Дужина тела од 5 до 9 mm.

## Распрострањеност
Врста је распрострањена на подручју Јужне и Југоисточне Европе,Северне Африке. Ова врста је у Србији забележена на свега неколико локалитета.

## Биологија
Животни циклус траје једну годину. Ларве се развијају у стабљикама биљке домаћина (биљке из фамилије Boraginaceae). Адулти се такође срећу на њима, од маја до јула. 

## Синоними
- Opsilia molybdaena (Dalman, 1817) Villiers, 1978
- Phytoecia longitarsis Reitter, 1911
- Opsilia longitarsis (Reitter) Vives, 2001